# 심휘
심휘(沈翬, ? ~ ?)는 당나라 제10대 황제 당 순종(唐 順宗, 재위 : 805년)의 부마(駙馬)로 당 순종의 4녀 서하공주(西河公主)의 남편이다. 당나라 제8대 황제 당 대종(唐 代宗)의 황후 예진황후(睿眞皇后)의 당질이다. 저장성 후저우(湖州) 무강현(武康縣) 출신이다.

## 가계
- 증조부 : 심역직(沈易直) - 당나라 제8대 황제 당 대종(唐 代宗)의 황후 예진황후(睿眞皇后)의 아버지, 비서감(秘書監) 증 태사(太師)
  - 조부 : 심제(沈濟) - 예진황후(睿眞皇后)의 남동생
    - 아버지 : 심화(沈华) - 예진황후(睿眞皇后)의 조카, 전중감(殿中監)
      - 부인 : 서하공주(西河公主) - 당나라 제10대 황제 당 순종(唐 順宗)의 4녀
        - 아들 : 곽중원(郭仲元) - 심휘(沈翬)와 서하공주(西河公主)의 아들로 원래 심씨(沈氏)이지만, 서하공주가 남편 심휘 사후, 당 대종(唐 代宗)의 부마(駙馬) 곽애(郭曖)와 승평공주(昇平公主)의 아들 곽섬(郭銛)과 재혼하였는데 후사가 없자, 심휘의 아들로 후사를 이어 곽씨로 개명함

## 생애
당나라 제8대 황제 당 대종(唐 代宗)의 황후 예진황후(睿眞皇后)의 아버지 비서감(秘書監) 증 태사(太師) 심역직(沈易直)의 증손자이고 심제(沈濟)의 손자이며 전중감(殿中監) 심화(沈华)의 아들로 예진황후(睿眞皇后)의 당질이다.
당나라 제10대 황제 당 순종(唐 順宗)의 4녀 서하공주(西河公主)와 결혼하여 부마(駙馬)가 되었다.
심휘(沈翬)와 서하공주(西河公主)는 슬하에 아들 하나가 있었는데, 심휘가 일찍 죽자, 서하공주는 당 대종(唐 代宗)의 부마(駙馬) 곽애(郭曖)와 승평공주(昇平公主)의 아들 곽섬(郭銛)과 재혼하였는데 후사가 없자 심휘의 아들로 후사를 이어 심씨(沈氏)를 곽씨(郭氏)로 개명하고 곽중원(郭仲元)이라 하였다.

## 같이 보기
- 당 순종
- 당 대종
- 예진황후
- 심명
- 심의
- 심분

## 참조
- 《구당서》
- 《신당서》
- 《원화성찬(元和姓纂)》